# Charles Webb
Charles Webb (San Francisco, 9 juni 1939 - 16 juni 2020) was een Amerikaans auteur van verschillende novelles. 
Zijn bekendste werk is het verfilmde The Graduate (1967), gepubliceerd in 1963. Ook zijn boek The Marriage of a Young Stockbroker uit 1970 werd verfilmd, maar met minder succes.
De film Hope Springs is gebaseerd op zijn boek New Cardiff.

## Werken
- Love
- Roger
- The Marriage of a Young Stockbroker
- The Abolitionist of Clark Gable Place
- Orphans and Other Children
- Elsinor
- New Cardiff
- Home School

- Bibliothèque nationale de France: cb126460044 (data)
- Gemeinsame Normdatei: 122330560
- International Standard Name Identifier: 0000 0001 1083 8630
- Library of Congress Control Number: n79097390
- Nationale Bibliotheek van Tsjechië: kv2013779990
- Nationale Bibliotheek van Israël: 987009157180305171
- Nederlandse Thesaurus van Auteursnamen: 071464115
- Istituto Centrale per il Catalogo Unico: CFIV071310
- SNAC: w6rr371q
- Système universitaire de documentation: 050123696
- Virtual International Authority File: 112294790
- WorldCat: E39PBJfcRDTdjC8xqpPvqGCCwC